# Белгија на Европском првенству у атлетици на отвореном 1934.
Белгија је учествовала на 1. Европском првенству у атлетици на отвореном 1934. одржаном у Торинуу од 7. до 9. септембра. Репрезентацију Белгије представљала су три атлетичара који су се такмичили у 3 дисциплина.
На овом Првенству учесници из Белбије нису освојили ниједну медаљу, нити су учествали у финалним борбама, а постављен је 1 рекорд еврпских првенстава у трци на 1.500 м и један национални рекорд у десетобоју.

## Учесници
| Дисциплина | Спортисти         | Спортисти |
| Дисциплина | Мушкарци          |           |
| ---------- | ----------------- | --------- |
| 1.500 м    | Рене Жерар        |           |
| Маратон    | Frans Vendersteen |           |

| Дисциплина | Спортисти     | Спортисти |
| Дисциплина | Мушкарци      |           |
| ---------- | ------------- | --------- |
| Десетобој  | Морис Буланже |           |

## Резултати

### Мушкарци
| Атлетичар        | Дисциплина | Лични рекорд | Квалификације | Квалификације | Финале   | Финале  | Детаљи |
| Атлетичар        | Дисциплина | Лични рекорд | Резултат      | Место         | Резултат | Место   | Детаљи |
| ---------------- | ---------- | ------------ | ------------- | ------------- | -------- | ------- | ------ |
| Рене Жерар       | 1.500 м    |              | 4:01,2 РЕП    | 1 у гр. 1     | НР       | 11 / 14 | [ 1 ]  |
| Волдемарс Витолс | маратон    |              |               |               | НЗ       | БП      | [ 1 ]  |

десетобој
| Атлетичар     | Дисциплина | 100 м | СД   | КУ    | СВ   | 400 м | 110 пр | ДИ    | СМ   | КО    | 1.500 м | Финале           | Пласман |
| ------------- | ---------- | ----- | ---- | ----- | ---- | ----- | ------ | ----- | ---- | ----- | ------- | ---------------- | ------- |
| Морис Буланже | Резултати  | 12,0  | 6,28 | 10,81 | 1,60 | 53,0  | 18,4   | 28,90 | 3,40 | 46,46 | 4:33,0  | 5.552 (6.391,09) | НР      |

- Жутом бојом је истакнут најбољи резултат од свих талмичара у тој дисциплини.

## Скорашње везе
- Комплетни резултати ЕП 1934 на сајту ЕАА